# كارفور سيتي
كارفور سيتي (بالإنجليزية: Carrefour city)‏ شركة فرنسية تابعة لمجموعة كارفور متخصصة في التغدية عن قرب، وقد تأسست سنة 2009 لتعويض شوبي، ديا، 8 أ ويت، مارشي بلوس.

## المحلات

### فرنسا
في يناير 2009 فتحت 3 محلات بكل من باريس، نيم، أفينيون. في الأول من أكتوبر 2010 أصبح هناك 140 محلا بفرنسا. يوم الثلاثاء 4 دجنبر أصبح بفرنسا 1000 محل للقرب تابع لكارفور.
في 3 نونبر 2015 فُتح أول كارفور سيتي بمطار فرنسي هو مطارأورلي
.

### إسبانيا
يوجد بإسبانيا 11 محلا كلها بمدريد.